# Sud sumasšedšich
Sud sumasšedšich (Суд сумасшедших) è un film del 1961 diretto da Grigorij L'vovič Rošal'.